# 隆文镇
隆文镇是中国广东省梅州市梅县区下辖的一个镇，位于梅县区东北70多公里处，总面积114.3平方公里，辖14个行政村和1个居民委员会，常住居民人口约为2.4万人。2006年全镇工农业总产值2.3亿元。

## 行政区划
- 居民委员会：隆文居民委员会
- 村落：木寨村、江上村、横坑村、三坑村、苏溪村、文普村、卢溪村、檀江村、梅州村、村东村、横庄村、联坑村、岩前村、坑美村